# Iglesia de San Andrés del Pujol del Racó
La iglesia de San Andrés del Pujol del Racó es un edificio religioso en ruinas de la población de Pedra y Coma en la comarca catalana del Solsonés de la provincia de Lérida. Fue una iglesia de arquitectura románica incluida en el Inventario del Patrimonio Arquitectónico de Cataluña y protegida como Bien Cultural de Interés Nacional.

## Situación
La iglesia se encuentra en el margen derecho de la Ribereta del Pujol que baja, con mucho caudal, por el Clot de l'Infern, de la Sierra del Verd. Está medio escondida por la vegetación aguas abajo de la masía del Pujol del Racó.

## Historia

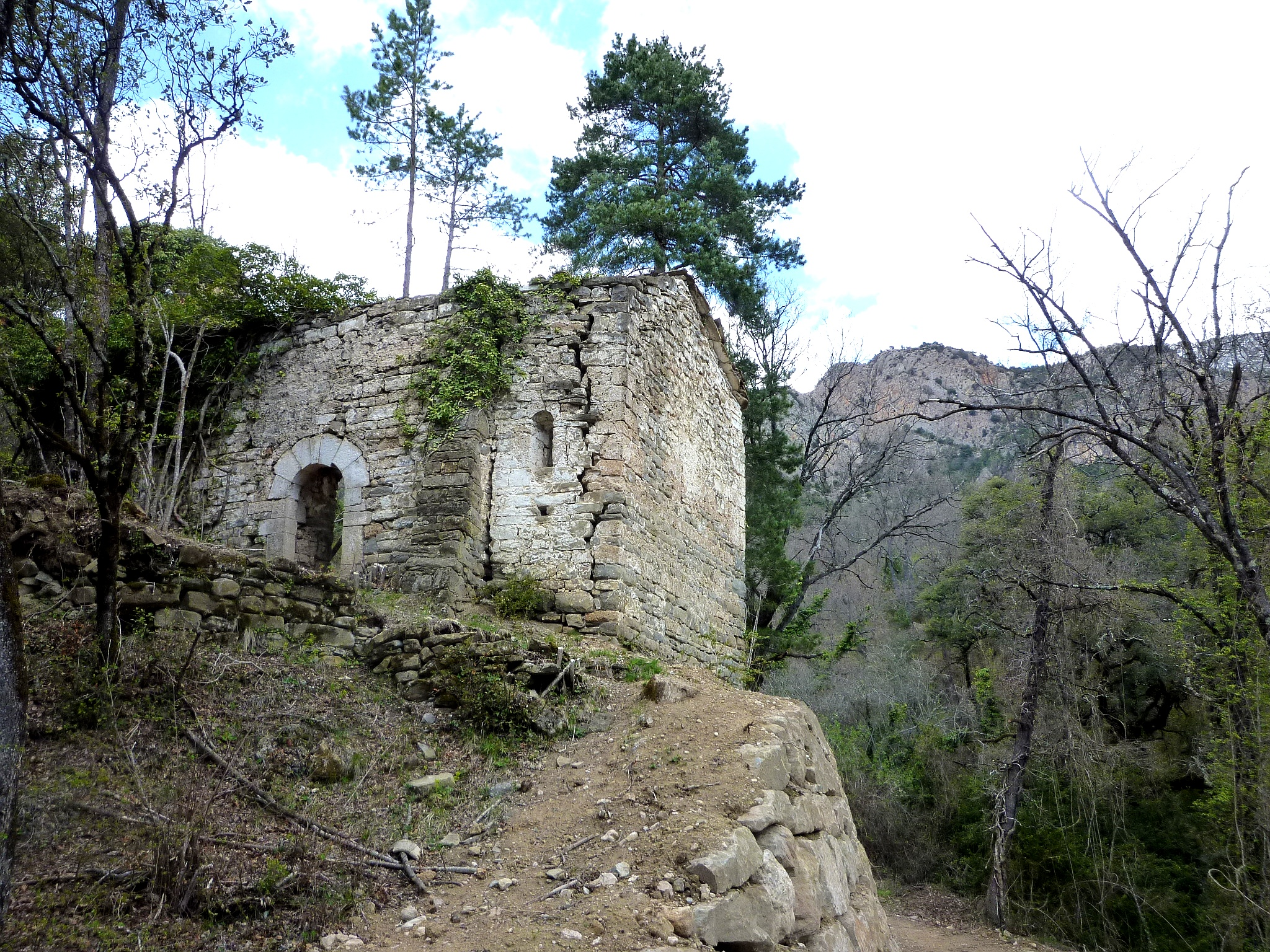
Vista general de la iglesia

La iglesia de San Andrés fue conocida antiguamente con el nombre de San Andrés de Mossoll (nombre del arroyo próxima a la iglesia). Una de las primeras noticias que hay sobre esta iglesia, corresponde al año 1050 y se menciona como iglesia del monasterio de San Lorenzo de Morunys en una relación de los bienes de este monasterio: Et in Mosullo ipsa ecclesia de Sancti Andree te mansione dominica te Alauda te vineas. El año 1103, Ramon Miró hizo donaciones al antiguo monasterio de Santa María de Solsona entre las que se menciona el término de San Andrés (posiblemente no la iglesia), entre otras posesiones en el Valle de Lord; Solsona conseguía así limitar y cercar las posesiones del monasterio rival de San Lorenzo de Morunys. La iglesia pertenecía al monasterio del Valle de Lord en el siglo XV: dos priores del monasterio llamados Benito y Bernardo de San Andrés de Mossoll y la vecina casa de San Aandrés de Mossoll, debían servir en la iglesia procurando que se celebraran misas y con el diezmo de dicha casa, iluminar la iglesia. Los herederos de la casa de San Andrés de Mossoll, vecina a la iglesia, pagaron en 1335, 100 sueldos por la ratificación del establecimiento hecho por el prior de San Lorenzo de Morunys. En el año 1343 el abad del monasterio de San Saturnino de Tabérnolas y de San Lorenzo de Morunys ratificó a los hombres de Linyá los censos, derechos y réditos que estos recibían de muchas parroquias del Valle de Lord, entre las que se encontraba San Andrés de Mossoll.

## Descripción

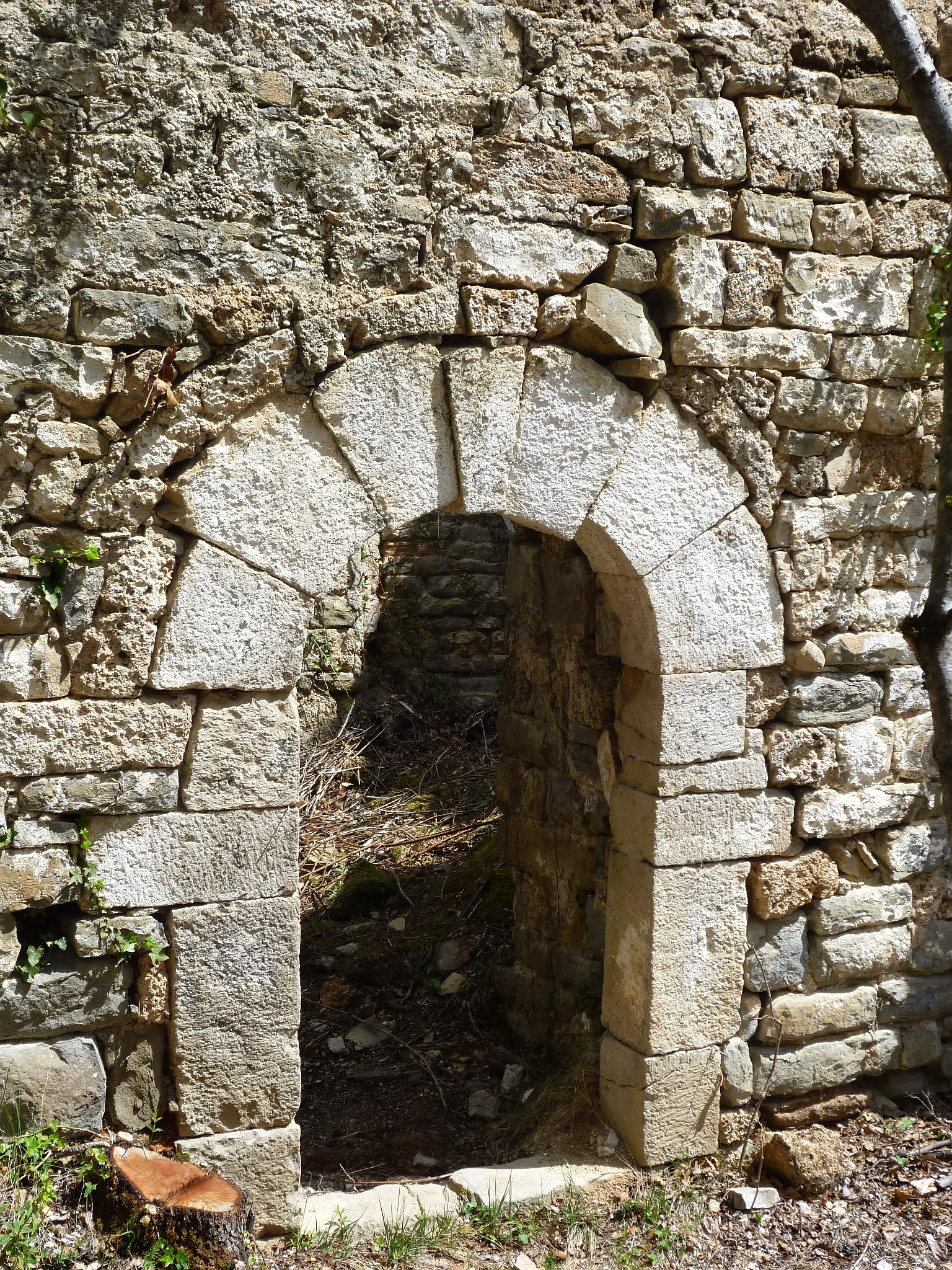
Puerta de entrada.

La iglesia románica consta de una sola nave con ábside cuadrado cubierto con bóveda de cañón y más estrecho que la nave de la iglesia, también cubierta con el mismo tipo de bóveda y que en gran parte se encuentra hundida. Un sencillo arco triunfal separa la nave del ábside, orientado a levante. El paramento es de piedras escuadradas y colocadas en hileras, más sencillo en todo el edificio que el de la bóveda. En el muro del norte, hay dos arcosolios adovelados con arco de medio punto y en el ábside, se encuentra un pequeño nicho para colocar la imagen del santo patrón. La puerta de entrada está colocada en el muro del y es de arco de medio punto adintelado. Las ventanas de doble derrame están también en el mismo muro.